# 大場結女
大場結女（おおば ゆめ、2000年12月6日 - ）は、日本のアイドルであり、JamsCollectionの元メンバーである。また、ラストアイドル、「ラストアイドル2期生」の元メンバーであり、「×純文学少女歌劇団」の元若草式エイミーとして活動していた。千葉県船橋市出身。身長154cm。血液型はA。TWIN PLANET所属。

## 略歴
大場結女は、テレビ朝日にて放送されていたオーディション番組「ラストアイドル」3rdシーズンにおいて、挑戦者として登場。
2018年6月2日、ラストアイドル立ち位置暫定バトルで山本琉愛に挑戦するも敗退。バトルでは、AKB48の「GIVE ME FIVE!」を歌唱。
2018年9月15日、上水口姫香のラストアイドル2期生暫定メンバー辞退により、敗者復活戦が行われる。高木美穂に勝利し、ラストアイドル2期生暫定メンバーとなる。
2018年12月5日、ラストアイドルの5thシングル「愛しか武器がない」で「ラストアイドル2期生」としてCDデビュー。
2019年4月17日、ラストアイドルの6thシングル「大人サバイバー」に参加。
2019年9月11日、ラストアイドルの7thシングル「青春トレイン」に参加。
2020年4月15日、ラストアイドルの8thシングル「愛を知る」のメンバーに選抜される。
2020年11月4日、ラストアイドルの9thシングル「何人も」のメンバーに選抜される。
2021年4月28日、ラストアイドルの10thシングル「君は何キャラット?」に参加。
2021年12月8日、ラストアイドルの11thシングル「Break a leg!」のメンバーに選抜される。
2022年5月31日、ラストアイドル活動終了。
2022年8月11日、ｘ純文学少女歌劇団（ふじゅんぶんがくしょうじょかげきだん）の若草式エイミーとして活動。2023年5月31日活動を終了。
2023年6月12日、JamsCollectionへの加入を発表。2024年11月16日脱退。

## 人物
- 誕生日は、2000年12月6日[1]。
- 身長は、154cm。
- 血液型は、A型。
- 出身地は、千葉県船橋市。
- ニックネームは、ばゆめ。
- 趣味は、アイドルの動画、ドラマを見ること。
- 特技は、前髪を綺麗につくれる。
- 長所は、何事も慎重になるところ。
- 好きな食べ物は、お菓子、パン、ポテト。

## 出演

### テレビ
- ラストアイドル 3rdSEASON (2018年4月15日 - 9月30日、テレビ朝日)
- ラストアイドル フォースシーズン 〜ラスアイ、よろしく！〜 (2018年10月14日 - 2019年9月29日、テレビ朝日)
- ラストアイドル 〜ラスアイ、よろしく！〜 (2019年10月3日 - 2022年3月26日、テレビ朝日、
- 無料屋（2020年1月30日・2月27日・5月28日・9月24日、テレビ朝日）- アシスタントとして出演[5]
- お願い!ランキング（2020年6月16日、テレビ朝日）AbemaTV、テレ朝動画、TELASA、TVer)
- ラスアイ ヤンマガ選抜☆ベストショットTV (2020年9月5日、テレ朝チャンネル[6])
- にゅーくりぃむ （2021年4月20日・4月27日、テレビ朝日）
- 全力坂（2024年9月9日、テレビ朝日）[7]

### 舞台
- 舞台『球詠』 - 川口息吹 役
  - 舞台『球詠』（2021年6月24日 - 30日、草月ホール）[8]
  - 舞台『球詠 ～vs 影森・梁幽館編～』（2022年2月17日 - 23日、新宿村LIVE）[9]
- 舞台「X純文学少女歌劇団」File No．0000『フェアリーテイルは盗まれた』（2022年9月5日 - 11日、Theater Mixa） - 若草式エイミー 役[10][11]

## 書籍

### 雑誌
- アップトゥーボーイ　Vol.343（2024年9月21日、ワニブックス）[12]